# Svalia
Svalia este o localitate din comuna Overhalla, provincia Nord-Trøndelag, Norvegia, cu o suprafață de 0,22 km² și o populație de 256 locuitori (2013).